# Grevillea banyabba
Grevillea banyabba är en tvåhjärtbladig växtart som beskrevs av P.M. Olde & N.R. Marriott. Grevillea banyabba ingår i släktet Grevillea och familjen Proteaceae. Inga underarter finns listade i Catalogue of Life.